# Pravoslavlje
Pravoslavlje ili ortodoksija je jedno od glavnih ogranaka kršćanstva (uz katoličanstvo i protestantizam).
Termin pravoslavna ili ortodoksna za vjeru i Crkvu koristio se na kršćanskom istoku da bi označio pristajanje uz pravovjerno kršćanstvo i odbacivanje hereza. Kulturalni i politički antagonizam između Rima i Carigrada, politika bizantskih careva gdje su se nerijetko oni postavljali kao konačni arbitri u vjerskim pitanjima (cezaropapizam), razlike u obredima, jeziku, crkvenoj disciplini (primjerice u pitanju celibata za svećenike koji nisu redovnici) td., doveli su do privremenog (864. – 868.) te konačnog (1054.) razilaženja pravoslavlja i zapadne Crkve.
Za razliku od Katoličke crkve, pravoslavlje je razvilo nacionalne i državne autokefalne crkve, tj. takve koje same biraju svoje vodstvo, te danas u pravoslavlju postoji petnaest neovisnih, tj. autokefalnih crkava kojima druge pravoslavne crkve priznaju taj status, te još neke - primjerice Makedonska pravoslavna crkva i Crnogorska pravoslavna crkva - koje traže takvo priznanje. Na čelu svake od njih stoji patrijarh ili arhiepiskop te arhijerejski sabor ili zbor svih episkopa. Najugledniji je Carigradski patrijarh koji nosi titulu Ekumenskog patrijarha. Svaka pravoslavna eutokefalna crkva dijeli se na eparhije kojima upravlja episkop, a sama eparhija se dijeli na parohije kojima upravlja paroh. Stare istočne patrijaršije, Jeruzalemska, Antiohijska i Aleksandrijska, gube u 7. stoljeću širenjem islama svoje dotadašnje značenje, ali i nadalje postoje, a stari značaj im novije pravoslavne crkve ipak protokolarno priznaju. Pravoslavlje se iz Bizanta širi na Jugoistočnu Europu, Istočnu Europu, Armeniju i Gruziju.
Danas u svijetu ima oko 220 milijuna pravoslavaca.

## Odnosi pravoslavlja i zapadnog kršćanstva
Katolička crkva nije nikad proglasila pravoslace krivovjercima, te priznaje pravoslavne svećenike i biskupe valjano zaređenima. S pravoslavne strane, povremeno se bilježe tvrdnje da su neke katoličke prakse nepravovjerne, ali uglavnom je riječ o manje važnim pitanjima poput korištenja beskvasnog kruha u euharistiji. Međutim je s obje strane posve jasno da su katoličanstvo i pravoslavlje već skoro tisuću godina u raskolu, te se zajednička molitva pravoslavaca i katolika u pravilu ne prakticira, a zajedničko držanje mise (svete liturgije) je u principu zabranjeno. Danas postoji uredna komunikacija između Katoličke crkve i Pravoslavne crkve, uključujući teološke rasprave.

## Pravoslavlje u Južnoj, Jugoistočnoj i Istočnoj Europi

### Do 20. stoljeća
Na područjima Južne, Jugoistočne i Istočne Europe pravoslavlje se u razdoblju nakon Velikog raskola 1054. godine - nakon kojega su, poslije stanovitih kolebanja, područja današnje Srbije, Crne Gore, Sjeverne Makedonije, Bugarske i Rumunjske, koja su kulturalno i politički bila orijentirana prema Bizantu, ostale u sklopu pravoslavlja - širilo u nekoliko navrata. U 15. stoljeću nakon turskih osvajanja (jer je turska država smatrala pravoslavlje institucijom podvrgnutu svojoj vlasti, a katoličku naprotiv ustanovom pod utjecajem neprijateljskih sila), te kasnije u 17. stoljeću za vrijeme i nakon austrijsko-turskog rata. Osobito je značajno bilo širenje pravoslavlja nakon pada Kraljevine Srbije (1718. – 1739.) koja je bila pod vlašću Habsburgovaca, te čije su stanovništvo habsburške vlasti uz značajnu suradnju patrijarha Arsenija IV. Jovanovića znatnim dijelom evakuirali i njime naselili slabo nastanjena područja u Panonskoj nizini.
Podizale su se pravoslavne crkve, organizirala školovanja pravoslavnih svećenika itd. U Republici Hrvatskoj postoji slijedom doseljavanja pravoslavnog stanovništva u proteklim stoljećima šest pravoslavnih episkopija: Dalmatinska, Gornjokarlovačka, Osječkopoljska i baranjska, Slavonska, Zagrebačka i Eparhija zahumsko-hercegovačka i primorska. U Bosni i Hercegovini postoji pet pravoslavnih eparhija. Sve episkopije su dio Srpske pravoslavne crkve s patrijarhom u Beogradu.

### 20. stoljeće
U 20. stoljeću, poglavito za razdoblja dviju Jugoslavija, pravoslavlje se u Hrvatskoj proširilo značajnim doseljavanjem Srba iz bivših područja Vojne krajine, te iz Sjeverne Dalmacije također i u velike gradove i industrijska središta. Doselio se u vrijeme Kraljevine Jugoslavije i SFRJ na ta područja Hrvatske i znatan broj pravoslavaca iz Srbije, BiH, Crne Gore i Makedonije (te je primjerice Makedonska manjina u Hrvatskoj brojila 2011. nešto više od 4 tisuće pripadnika).
Za vrijeme Kraljevine Jugoslavije bilježi se stanoviti prozelitizam Srpske Pravoslavne Crkve prema katolicima, u prvom redu na osobe koje su stupale u vjerski mješovite brakove. Značajan primjer prozelitizma SPC zabilježen je na otoku Visu. Među stanovništvom Visa je povodom prelazaka na pravoslavlje nastala napetost, a pravoslavnu Crkvu sagrađenu 1933. godine su naposljetku porušile komunističke vlasti 1963. godine.
Nakon Drugoga svjetskog rata, vlasti nove Demokratske Federativne Jugoslavije svim su kolonistima, naseljenim za vrijeme Kraljevine Jugoslavije i protjeranim tijekom Drugog svjetskog rata (dok je Kosovo bilo dijelom Kraljevine Albanije), zabranile povratak na Kosovo, jer su smatrani eksponentima predratne velikosrpske politike, od koje se novi režim distancirao. U ožujku 1945. godine nova federalna vlada donijela je tzv. Odluku br. 153 kojom je svim tim kolonistima privremeno zabranjen povratak na njihova prijašnja mjesta življenja. Nove vlasti već su početkom kolovoza 1945. godine usvojile Zakon o reviziji kolonističkih odnosa, koji je za koloniste predviđao izvjesne kompenzacije u Vojvodini, odakle su masovno bili iseljeni podunavski Nijemci. Na taj se način povećao udio pravoslavnog stanovništva u Vojvodini.
Od 1942. do 1945. godine, na području NDH, djelovala je Hrvatska pravoslavna crkva, koja je sjedište svoje patrijaršije imala u Zagrebu. Na čelu joj je bio patrijarh Germogen. HPC je osnovana na poticaj vlasti NDH i s ciljem da se pravoslavce u Hrvatskoj odvoji od crkvenih vlasti iz Srbije, te je trajala koliko je trajala i NDH.
U Hrvatskoj, slijedom doseljavanja pravoslavaca tijekom 20. stoljeća, djeluje uz Srpsku pravoslavnu crkvu još i Makedonska, te Bugarska pravoslavna crkva s vjernicima iz makedonske i bugarske nacionalne manjine.

## Pravoslavne crkve po diptihu Carigradske patrijaršije

### Autokefalne crkve
- Carigradska patrijaršija
- Aleksandrijska patrijarhija
- Antiohijska patrijarhija
- Jeruzalemska patrijarhija
- Ruska
- Srpska
- Rumunjska
- Bugarska
- Gruzijska
- Ciparska
- Grčka
- Poljska
- Albanska
- Pravoslavna Crkva čeških zemalja i Slovačke
- Makedonska pravoslavna Crkva – Ohridska arhiepiskopija

### Autonomne crkve
- Sinajska
- Finska

### Samoupravna crkva
- Ukrajinska pravoslavna crkva

### Osporen status
- Crnogorska pravoslavna Crkva
- Ukrajinska pravoslavna Crkva
- Ukrajinska pravoslavna Crkva Kijevske patrijaršije

### Nekadašnje
- Hrvatska pravoslavna Crkva

## Unutarnje poveznice
- Istočne pravoslavne Crkve
- Istočne katoličke Crkve
- Kršćanske denominacije
- Kršćanska Crkva
- Anglikanstvo
- Protestantizam
- Katolicizam
- Pravoslavna Nova godina

## Vanjske poveznice
- Pravoslavlje  Arhivirana inačica izvorne stranice od 15. kolovoza 2005. (Wayback Machine)

| Portal:Kršćanstvo | Portal: Kršćanstvo |